# Справа УФТІ

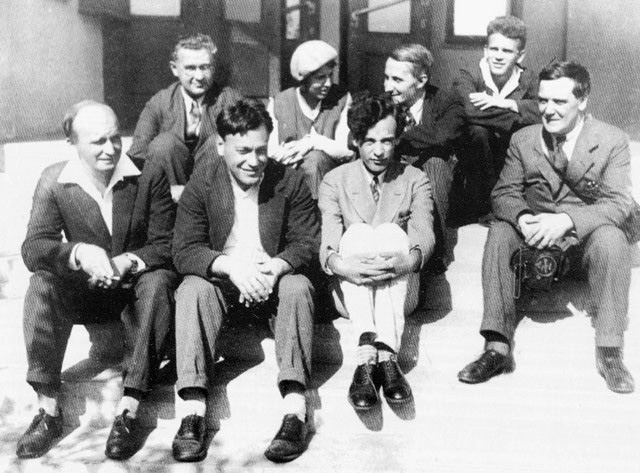
Провідні науковці і фігуранти «справи УФТІ» під час візиту Петра Капиці (у нижньому ряду перший праворуч) 1934 року. Нижній ряд — Лев Шубников (розстріляний), Олександр Лейпунський (2 місяці ув'язнення), Лев Ландау (1 рік ув'язнення). Верхній ряд — Борис Миколайович Фінкельштейн, Ольга Миколаївна Трапезникова (дружина Шубникова, фізик), Кирило Синельников, Ю. Н. Рябінін

«Справа УФТІ» — серія репресій проти науковців Українського фізико-технічного інституту 1935—1938 років, яка призвела до розгрому цього наукового центру та загибелі чи від'їзду багатьох провідних його науковців. Основні події розгорталися в період сталінського «великого терору».

## Передумови
Український фізико-технічний інститут було створено 1929 року за ініціативи російського фізика Абрама Йоффе. За його дорученням і на прохання уряду УРСР група молодих фізиків з Ленінграда на чолі з Іваном Обреїмовим і Олександром Лейпунським переїхала до Харкова.
У березні 1931 року до інституту прибув австрійський фізик та інженер Олександр Вайсберг.
В інституті було побудовано генератор високих напруг для розщеплення атомних ядер. Лабораторія низьких температур мала установку для зрідження гелію.
Відділ теоретичної фізики очолював Лев Ландау. Він у 1934 організував у Харкові міжнародну конференцію за участі Нільса Бора.

## Справа Корця 1935—1936
Інститут розвивався як міжнародний центр світового рівня з фундаментальних проблем фізики. Проте радянське керівництво намагалося спрямувати роботу науковців на прикладні та військові теми. Інститут мав стати режимним об'єктом з обмеженою взаємодією із зовнішнім світом. Волелюбність багатьох учених УФТІ заважала владі.
1 грудня 1934 року новим директором УФТІ було призначено Семена Абрамовича Давидовича. У нього негайно виник конфлікт з більшістю керівників наукових груп. Вже за кілька місяців вони написали прохання до ЦК ВКП(б) з проханням звільнити Давидовича, а замість нього призначити Лейпунського, який у той час працював у Кембриджі в лабораторії Е. Резерфорда. Рішення у Москві було прийняте досить швидко, але у Харків його не повідомили. Тому Давидович як контрзахід звернувся до Харківського управління НКВС із заявою про змову Ландау і Вайсберга з метою саботажу військової тематики наукових досліджень.
Арештувати Ландау і Вайсберга тоді не вдавалося, тому мішенню було обрано студента Мойсея Корця. Спочатку його виключили з комсомолу, а за декілька тижнів заарештували. В інституті провели збори, на яких усі одноголосно затаврували Корця як ворога і шпигуна.
З усім тим, восени 1935 року за вказівкою з Москви Корця звільнили з-під арешту, а Давидовича — з посади директора інституту.

## Справи 1937—1938
Основні репресії проти співробітників УФТІ розгорнулися у 1937 році. Необхідність придушення виступів науковців УФТІ та позбавлення його іноземців збіглася з потребою обласного управління НКВС у розкритті політичних змов. За задумом слідчих, в УФТІ існувало дві контрреволюційних організації: троцькистсько-бухарінська, на чолі з Шубниковим і Ландау, і закордонна шпигунська фашистська, очолювана Вайсбергом. Співробітникам НКВС вдалося витягнути зізнання з Шубникова, Розенкевича, Горського, Фоміна. Проте справа проти Вайсберга розвалювалася, оскільки ані Вайсберг, ані Вайсельберг, ані Гоутерманс не давали покази проти колег.
1 березня було заарештовано Олександра Вайсберга. 4 березня — австрійського хіміка Конрада Вайсельберга. Вайсбергу вдалося врятуватися: його видали гестапо у 1940 році. Вайсельберга засудили до смертної кари 28 жовтня, а розстріляли 16 грудня 1937 року.
У квітні 1938 року в Москві було заарештовано Льва Ландау, Моїсея Кореця і Юрія Румера за справою про антиурядову листівку. Проте невдовзі Ландау і Корецю пригадали й роботу в УФТІ.

## Наслідки «Справи УФТІ»
Загалом було заарештовано 16 осіб, 8 з них розстріляно. Також усі іноземці, які не були заарештовані, назавжди залишили Радянський Союз.

### Загиблі науковці
- Лев Шубников. Розстріляний 10 листопада 1937
- Конрад Вайсельберг. Заарештовано 4 березня 1937. Розстріляний 16 грудня 1937 року.
- Розенкевич Лев Вікторович. Заарештовано 5 серпня 1937 року. Розстріляно 9 листопада 1937 року.[4]
- Горський Вадим Сергійович. Заарештовано 21 вересня 1937 року. Розстріляно 8 листопада 1937 року.[5]
- Фомін Валентин Петрович, інженер-фізик. Заарештовано 7 жовтня 1937 року. Розстріляно 22 листопада 1937 року.[6]

### Доля невідома
- Комаров Петро Фролович. Парторг, керівник будівництва станції глибокого охолодження. Ймовірно, розстріляний 1937 року.
- Абрам Давидович. Ймовірно арештований і розстріляний 1937 року.

### Іноземні науковці УФТІ, які залишили СРСР через репресії
- Олександр Вайсберг. Заарештований 1 березня 1937 року. Виданий гестапо 1940 року
- Фрідріх Гоутерманс. Заарештований 1 грудня 1937 року. Виданий німцям у травні 1940 року.
- Мартін і Барбара Руеманни. Виїхали до США у 1937 на знак протесту проти арешту Вайсберга.
- Ласло Тісса. Виїхав з СРСР 1937 року.
- Георг Плачек[ru]. Остаточно виїхав до США 1938 року.

### Тимчасово вимушені відмовитися від наукової діяльності через «справу УФТІ»
- Олександр Лейпунський. Заарештований 14 червня 1937 року. Звільнений 9 серпня 1937 року.
- Іван Обреїмов. Заарештовано 22 липня 1938 року. Звільнено 21 травня 1941
- Лев Ландау. Заарештовано 27 квітня 1938 року. Звільнено 28 квітня 1939 року.
- Мойсей Корець. Заарештований у 1935 році, пізніше повторно заарештований 27 квітня 1938 року. Звільнено 1952 року.